# 極楽寺 (奈良県田原本町)
極楽寺（ごくらくじ）は、奈良県磯城郡田原本町にある浄土宗の仏教寺院。

## 歴史
極楽寺は近在六か大字の墓郷を管理する墓寺であり、火葬場を有する。
その歴史は言い伝えによるとまず共同墓地が作られ、その後、行基上人によって庵が結ばれたと伝わる。
そして明治の初めごろから、浄土宗の極楽寺として本堂及び庫裏が整備されて住職が住まいするようになった。

## 本尊
阿弥陀如来立像　
鎌倉時代中期　像高96.4cm
観音・勢至両菩薩（江戸時代前期）を配した阿弥陀三尊形式　

## 伽藍
- 本堂

## 附属施設
奈良盆地のほぼ中央に位置し、傾斜地ではないので土砂崩れによる墓地の崩壊などの恐れがない。また、断層から離れている。
- 火葬場「極楽寺火葬場」
- 墓地「極楽寺墓地」
- 納骨堂『月かげ』
- 永代供養墓（夫婦）『共生・ともいき』
- 永代供養合祀墓『縁・えにし・』

## 葬儀
- 一円葬
  - 本堂・火葬場・永代供養墓・納骨堂・一般墓が全て整っている。この為、葬儀から火葬、埋・納骨を遺族がそろうその時に、一カ所で行えるので、万徳円満の一円を描く様な穏やかなお葬儀ができる。
  - お葬儀は、ご本尊前で厳かな仏前葬を行うので、大きな花祭壇を組む必要がなく、全て極楽寺の境内で済む為、時間・費用・労力が大きく軽減できる。

## アクセス
国道24号線及び近鉄「橿原」線沿いにあり、奈良県全域はもとより大阪からのアクセスも良い。また、徒歩圏内にスーパーや飲食店が多数ある。
- 近鉄田原本線笠縫駅徒歩約5分
- 西名阪自動車道「法隆寺IC」より約20分
- 京奈和自動車道「橿原北IC」より約10分